# Rubus henrici-egonis
Rubus henrici-egonis — вид квіткових рослин з родини трояндових (Rosaceae). Ареал: Чехія, Словаччина, Німеччина, пн. Угорщина, Польща.
У Польщі зустрічається вздовж чесько-польського кордону. Споріднений з R. grabowskii, від якого відрізняється неглибоко зазубреними листочками. Росте на сонячних місцях на узліссях, наприклад в заростях узбіччя або на галявинах дубових лісів.